# Варданянц, Левон Арсенович
Левон Арсенович Варданянц (арм. Լևոն Արսենի Վարդանյանց; 28 сентября 1893, Екатеринодар — 18 мая 1971, Ленинград) — советский учёный-геолог, доктор геолого-минералогических наук (1935), профессор (1940), член-корреспондент Академии наук Армянской ССР (1945).

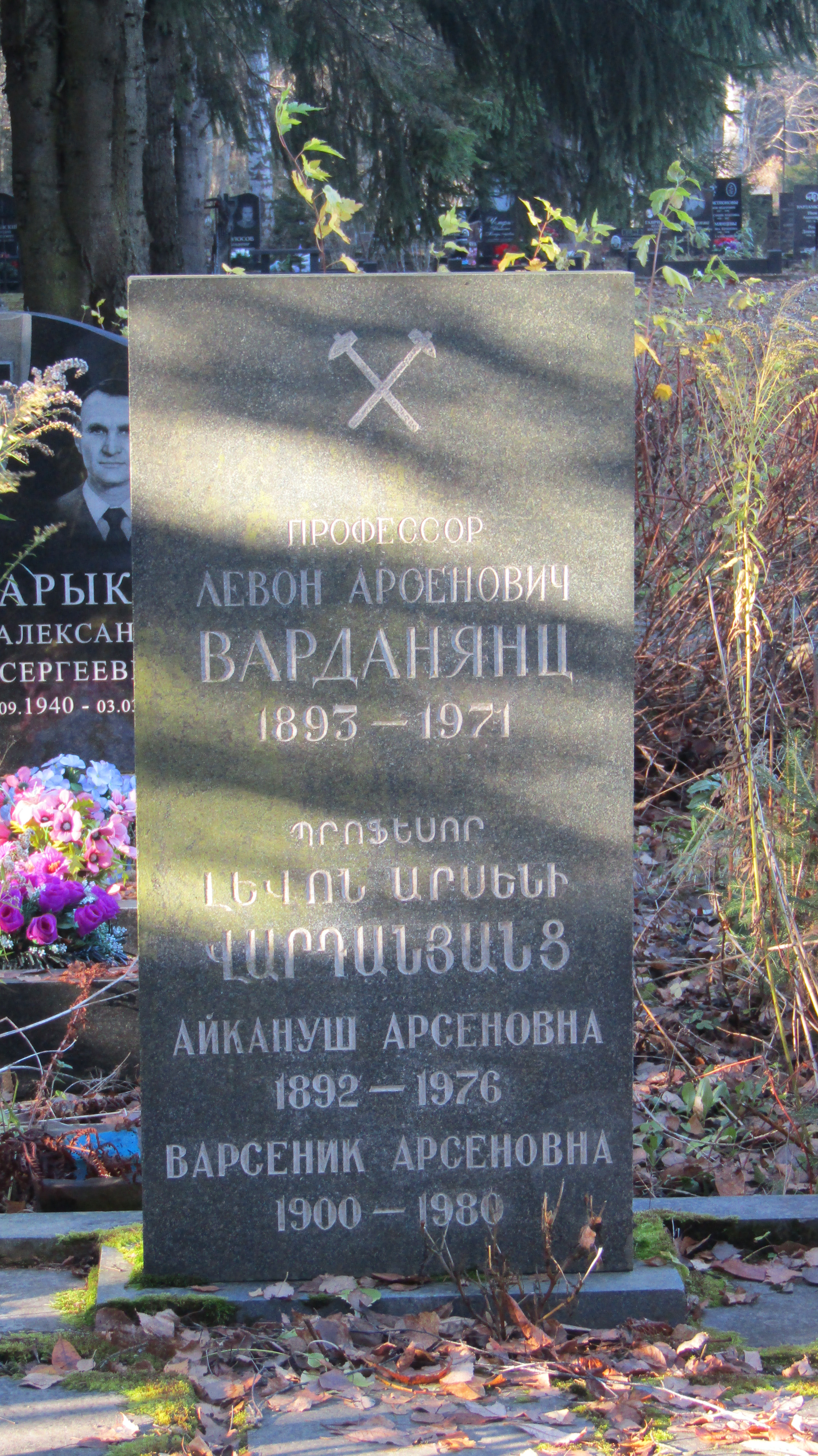
Могила Варданянц Л.А. Северное кладбище, Санкт-Петербург

## Биография
Родился в семье священника.
В 1918 году окончил Новочеркасский (Донской) политехнический институт (ныне Южно-Российский государственный технический университет).
В 1921—1923 годах работал геологом, главным геологом геологических служб Юго-Восточного областного управления промышленных разведок (Краснодар), затем Новочеркасска (1924—1926).
В 1926 году был зачислен в Геологический комитет (ГЕОЛКОМ).
В 1931 г. был направлен на работу в Западно-Сибирское Геологическое управление. Затем в 4-е года работал в Ленинграде старшим геологом Сейсмологического института АН СССР (СИАН).
В годы Великой Отечественной войны — консультант Ессентуковского Северо-Кавказского Геологического управления (1941—1942), затем — главный геолог Геологического управления Узбекской ССР (1942—1945).
С 1936 г. и до конца жизни, исключая годы войны, научная деятельность Л. А. Варданянц была связана с ВСЕГЕИ. С 1945 по 1971 год — старший научный сотрудник Всесоюзного геологического НИИ.
Умер в Ленинграде и похоронен на Северном кладбище.

## Научная деятельность
Основные труды Л. А. Варданянца посвящены исследованию минералогии и кристаллов, а также различным областям геологии — стратиграфии, тектонике, геоморфологии, металлогении, четвертичной геологии, петрологии, кристаллооптике и др. Особое внимание ученый уделял геологии Кавказа, теории Федоровского метода (комплексного изучения полезных ископаемых от поисков и разведки до промышленной разработки сырьевых баз для ряда отраслей горной промышленности) и кристаллическому фундаменту Русской платформы.
Л. А. Варданянц первым составил оригинальную тектоническую карту Кавказа, опубликовал сводный очерк по его металлогении и сейсмотектонике.
С 1955 г. занимался изучением пород кристаллического фундамента Средней Азии, Европейской части СССР. В 1957 г. составил первую геологическую карту Русской платформы.

## Избранные труды
Автор более 200 научных публикаций, среди них:
- Горная Осетия в системе Центрального Кавказа, (1935)
- Вариационный закон отступания ледников, (1945)
- Основы стереоконоскопического метода, (1947)
- Постплиоценовая история Кавказско-Черноморско-Каспийской области, (1948)
- Триадная теория двойниковых образований минералов, (1950)
- Комплексные двойники плагиоклаза, (1952)
- Теория Федоровского метода, (1959)
- Геологическая карта докембрийского фундамента Русской платформы масштаба 1:5 000 000, (1960)
- Геологическая карта кристаллического фундамента Русской платформы масштаба 1:2 500 000, (1966)

## Награды
- орден Ленина
- орден Трудового Красного Знамени